# Vasil Avrami
Vasil Avrami (nevének ejtése vasil avɾami; Korça, 1890. július 14. – Tirana, 1962. augusztus 13.) albán politikus, jogász, két alkalommal Albánia igazságügy-minisztere (1930–1931, 1933–1935).

## Életútja
Alapiskoláit szülővárosában végezte el, majd egy athéni görög gimnázium diákja volt. Ezt követően a Konstantinápolyi Egyetemen szerzett jogi doktori oklevelet. Hazatérését követően 1918-tól 1924 szülővárosa, Korça életét irányította polgármesterként, és közreműködött az autokefál albán ortodox egyház megszervezésében.
Az 1930-as évek elején kapcsolódott be az országos politikai életbe. 1930–1931-ben a második, majd 1933-tól 1935-ig a negyedik Evangjeli-kormány igazságügyminisztere volt. 1932-től 1939-ig a nemzetgyűlés képviselőjeként is politizált. 1940 és 1944 között a fasiszta olasz, majd a náci német megszállókat kiszolgáló államtanács tagja volt.
A második világháború után, 1946-ban még részt vett a Központi Választási Bizottság munkájában, majd visszavonult. 1951-ben letartóztatták, és egy éven keresztül vizsgálati fogságban tartották. 1954-ben ellenséges elemekkel való kapcsolattartás vádjával a Myzeqeja egyik kis falujába, később pedig Kuçba internálták. Hányattatásai 1957-ben értek véget, öt évvel később hunyt el Tiranában

## Forrás
- ↑ Dervishi 2012: Kastriot Dervishi: Kryeministrat dhe ministrat e shtetit shqiptar në 100 vjet: Anëtarët a Këshillit të Ministrave në vitet 1912–2012, jetëshkrimet e tyre dhe veprimtaria e ekzekutivit shqiptar (’Az albán államiság száz évének miniszterelnökei és miniszterei: Az 1912–2012 közötti minisztertanácsi tagok, életrajzuk és tevékenységük’). Tiranë: Shtëpia Botuese 55. 2012.  ISBN 9789994356225